# 엔리코 달가스

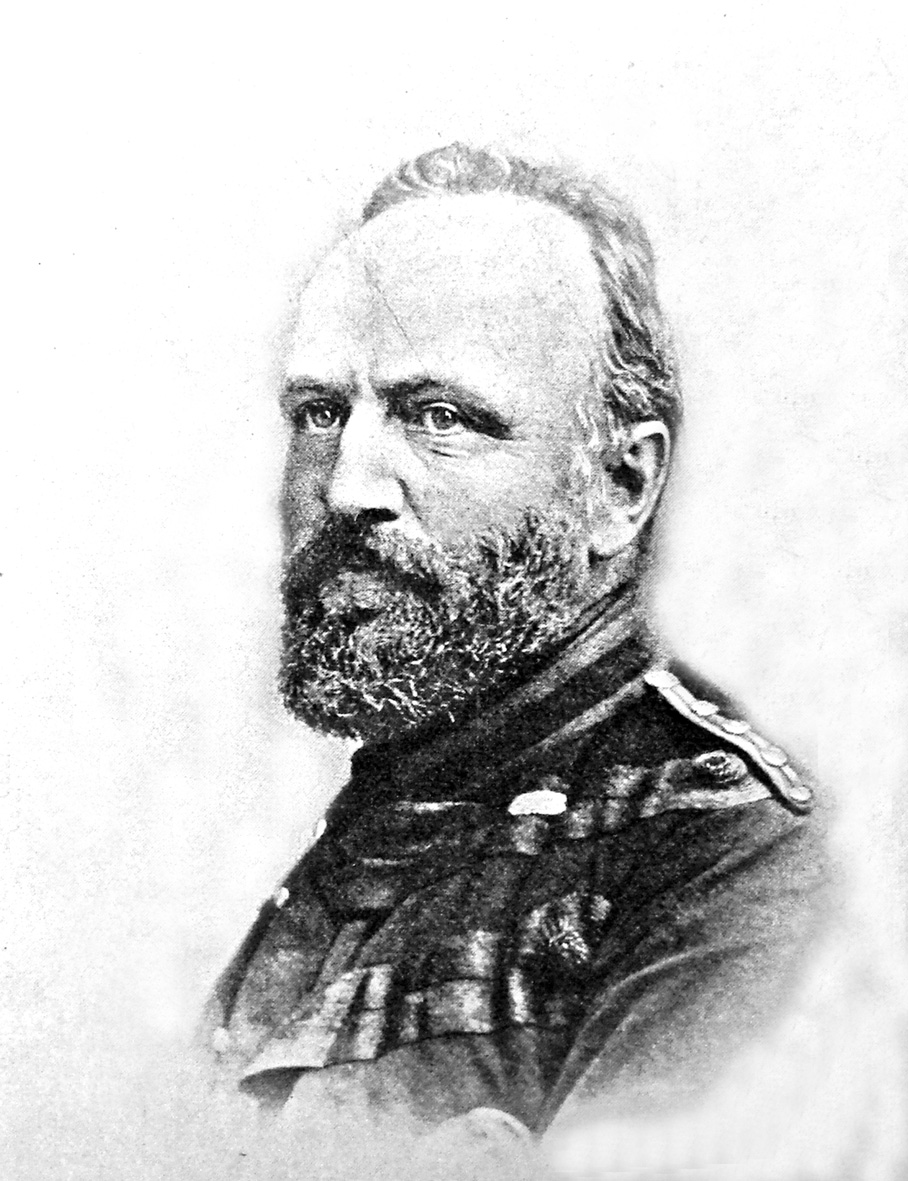

엔리코 달가스(Enrico Mylius Dalgas, 1828년 6월 16일 - 1894년 4월 16일)은 덴마크의 부흥 운동가다.
1864년에 덴마크가 프로이센과의 전쟁에 지고 국민들이 실의에 빠져 있을 때, "밖에서 잃은 것을 안에서 찾자"고 국민들에게 용기를 불어넣으면서 황무지 개간에 앞장섰다. 그의 열성에 감동한 국민들이 그와 함께 모래땅에 나무심기를 거듭한 끝에 거친 국토는 푸른빛으로 바뀌었고, 이로써 덴마크 부흥의 기틀이 다져졌다.